# Ancyla asiatica
Ancyla asiatica är en biart som beskrevs av Heinrich Friese 1922. Ancyla asiatica ingår i släktet Ancyla och familjen långtungebin. Inga underarter finns listade i Catalogue of Life.